# Margaret Whitton
Margaret Whitton (Filadelfia, 30 novembre 1949 – Palm Beach, 4 dicembre 2016) è stata un'attrice statunitense, attiva in teatro, al cinema e in televisione.

## Biografia
Apparve in diversi film di produzione statunitense, fra cui 9 settimane e ½ (1986), Il segreto del mio successo (1987), Major League - La squadra più scassata della lega (1989), L'uomo senza volto (1993) e Major League - La rivincita (1994).
Sposatasi con il produttore Warren Spector, è morta il 4 dicembre 2016 in Florida, all'età di 67 anni, dopo una breve lotta contro il cancro.

## Filmografia parziale
- Tempi migliori (The Best of Times), regia di Roger Spottiswoode (1986)
- 9 settimane e ½ (9½ Weeks), regia di Adrian Lyne (1986)
- Il segreto del mio successo (The Secret of My Success), regia di Herbert Ross (1987)
- Ironweed, regia di Héctor Babenco (1987)
- Major League - La squadra più scassata della lega (Major League), regia di David S. Ward (1989)
- Dall'oggi al domani (Big Girls Don't Cry... They Get Even), regia di Joan Micklin Silver (1991)
- L'uomo senza volto (The Man Without a Face), regia di Mel Gibson (1993)
- Major League - La rivincita (Major League II), regia di David S. Ward (1994)
- Il verdetto della paura (Trial by Jury), regia di Heywood Gould (1994)

## Doppiatrici italiane
- Manuela Andrei in 9 settimane e ½, L'uomo senza volto
- Vittoria Febbi in Il segreto del mio successo
- Paila Pavese in Major League - La squadra più scassata della lega